# Книга Иода
«Книга Иода» (англ. The Book of Iod) — вымышленная книга из произведений американского писателя ужасов Генри Каттнера, которая впервые появилась в рассказе «Колокола ужаса» (под именем Кейта Хаммонда; 1939). «Книга Иода» содержит подробную информацию о Древнем боге Иоде, Сияющем Охотнике, а также других божествах: Ворвадосе и Зучеконе. Это главный гримуар в Мифах Каттнера и источник информации о тайных знаниях. Позже книгу упоминали последователи «Мифов Ктулху». Лин Картер и Роберт Прайс расширили описание книги.

## Описание
«Книга Иода» «отвратительный и чудовищный том древних эзотерических формул, о которых до сих пор ходят любопытные легенды». Первоначально книга была «написана на древнем языке, существовавшем до появления человека» (возможно, смесь древнегреческого и древнеегипетского). Существует только одна копия этого оригинального текста. Хотя ее происхождение неизвестно. Книга, возможно, написана загадочным автором Хат-Наха (имя похожее на Каттнер). Позже Иоганн Негус (Johann Negus) выполнил малоизвестный английский перевод, но даже он назван «запрещенным» и «адским». Эта копия хранится в библиотеке Хантингтона в Сан-Марино, Калифорния. Вероятное друиды использовали обряды в этой книге.
Генри Каттнер описывает отрывок в рассказе «Колокола ужаса» (1939): 
Тёмный Безмолвный живёт глубоко под землёй на берегу Западного океана. Ни один из тех могущественных Древних из скрытых миров и с других звёзд не является Им, так как Он всегда обитал в скрытой тьме земли. Нет имени Ему, ибо Он - конечная гибель и бессмертная пустота, и тишина Древней Ночи. Когда Земля станет мёртвой и безжизненной, а звёзды перейдут в темноту, Он воскреснет и распространит Своё владычество над всеми. Ибо Он не имеет ничего общего с жизнью и солнечным светом, но любит черноту и вечную тишину бездны. Тем не менее, Его можно призвать на земную поверхность раньше времени, а краснокожие, живущие на берегу Западного океана, имеют силу сделать это с помощью древних заклинаний и некоторых глубоких звучных тонов, которые доходят до Его обители, находящейся далеко внизу. Но в таком призыве есть большая опасность, ибо Он может распространить смерть и ночь раньше Своего времени. Ибо Он приносит тьму в день и черноту в свет; вся жизнь, все звуки, всё движение уйдут при Его появлении. Иногда Он приходит во время затмения, и, хотя у Него нет имени, краснокожие знают Его как Зушакон.
Однако, в рассказе Каттнера «Охота» (1939), похоже, что Иод описывается как существо, а книга пропадает. Выглядит это так, словно Каттнер только что пришёл к тому, чтобы рассмотреть Иода, как существо. И когда он сделал это, новое определение Иода заменило предыдущее. Древним богам обычно соответствует книга, но в данном произведении этот вопрос остается без ответа.

## Другие авторы
Лин Картер описывает книгу в рассказе «Конец ночи» (1988): 
Текст сказочно редкий. Существовал только один экземпляр и это был перевод некоего Иоганна Негуса, из которого переводчик тщательно вырезал многие пугающие моменты, о которых лучше, чтобы человечество оставалось в милосердном неведении. Работы такой редкости не было в частной коллекции Зарнака, хотя многие другие малоизвестные и запретные тома в ней находились. Однако Зарнак собрал свою длинную рукопись, надписанную несколькими людьми на протяжении многих поколений и переплетенную в змеиную кожу. Книга состояла из отрывков, скопированных со многих малоизвестных текстов, и одним из них была Книга Иода. Цитаты были скопированы с единственного сохранившегося экземпляра книги, что хранится в запертой секции Хантингтонской библиотеки в Калифорнии, а переводчиком был человек по имени Дентон, которого Зарнак знал много лет назад. Предмет был уникальным для Зарнака, он вспомнил один отрывок из Книги Иода, который мог оказаться важным: «Сила и опасность скрываются в тех изображениях, которые Они принесли со звезд, когда Земля только формировалась…».
Зарнак показывает найденный им редкий обсидиановый амулет антиквариату Риверасу, который узнает написанные на нем символы на языке акло и в частном порядке вспоминает, что артефакты, изображающие Великих Древних, можно использовать для их призыва. Из перевода он сообщает, что кулон должен был храниться в вечной темноте, и что Зучекон поглотит любого, кто посмеет выставить его на свет.
Роберт Прайс пишет, что «Мифы Кхут-Н'ха» (Khut-N'hа) — это псевдоним, придуманный Лавкрафтом для Каттнера. Лавкрафт сказал Каттнеру, что планировал упомянуть этот том в своих произведениях, но умер прежде, чем успел это сделать.

Роберт Прайс выпустил сборник «The Book of Iod: Ten Tales of the Mythos» (1995), опубликованный Chaosium, что содержит 10 рассказов Генри Каттнера о Мифах Ктулху, а также три связанных рассказа Роберта Блоха, Лина Картера и Роберта Прайса.
Стих 
```
К вечной жизни никто не стремится, кроме дураков.
Мудрый вместо этого жаждет покоя забвения.
Ты сможешь уснуть и отдохнуть в гробу,
Что станет твоим щитом от нежелательных гостей.
И если Старший Знак начертан на глине,
Он будет держать бессменную вахту против шаркающего врага.
```

- "The Secret of Kralitz" (1936)
- "The Eater of Souls" (1937)
- "The Salem Horror" (1937)
- "The Black Kiss" by Robert Bloch and Henry Kuttner (1937)
- "The Jest of Droom-Avesta" (1937)
- "Spawn of Dagon" (1938)
- "The Invaders" (1939)
- "The Frog" (1939)
- "Hydra" (1939)
- "The Bells of Horror" (1939)
- "The Hunt" (1939)
- "Beneath the Tombstone" by Robert M. Price (1984)
- "Dead of Night" by Lin Carter (1988)

## Источник
Harms, Daniel (1998). The Encyclopedia Cthulhiana (2nd ed.). Oakland, CA: Chaosium. ISBN 1-56882-119-0.